# 11式狙击榴弹发射器
11式狙击榴弹发射器（QLU-11，QLU为源自官方翻译的拼音「轻武器—榴弹—狙击」（Qingwuqi Liudan jūji）的类别代码，照正常而言的拼音是「2011式狙击榴弹发射器」（jūji Liudan Qiang, 2011），通称11式、11式大狙，異說編號為QLU-131，以下称为QLU-11）是一款由中国湖南兵器工业集团有限责任公司下属的湖南兵器资江机器有限公司（国营九六五六厂）研制的轻型半自動狙击型榴彈發射器，发射中国自行研製的11式35×32毫米榴彈。

## 歷史
“狙击榴彈發射器”这名词虽然是隨QLU-11和LG5而出现，但事实上世界上首枝狙击榴彈發射器却是2004年时，由巴雷特槍械公司所设计的XM109。XM109的使用思路与QLU-11和LG5基本一致，都是同时具有狙击步枪的高精度和榴彈的面杀伤威力的榴彈發射器，只是并非全新研制，而是设计一种可使M82A1M的下机匣适应25毫米弹药的转换装置。可是，虽然经过多个改进，但被美国军队方面认为XM109的后座力过大，加上其他计划而被取消。
而QLU-11獲中国人民武装警察部队（简称：武警）与中國人民解放軍所採用，可说是狙击榴彈發射器的首个獲國家憲兵与军队採用的例子。
目前QLU-11被中國人民解放軍海軍陸戰隊在對抗亚丁湾的索馬利亞海盜的戰鬥中用作實戰測試。

## 设计细節
QLU-11是由发射器、狙击杀伤榴弹、狙击破甲榴弹、光电瞄准镜、微光瞄准镜以及携行装具组成，主要装备海军陆战队、特种侦察作战部队，遂行狙击与反狙击、反器材和反恐防暴等任务。
QLU-11与巴雷特XM109狙擊榴彈發射器一样，都是同时具有狙击步枪的高精度和榴彈的面杀伤威力的榴彈發射器。因此QLU-11具有多个現代高精度狙擊步槍的特徵，包括较一般榴弹发射器長而且采用自由浮動式结构、具有制退器并与機匣连接处设有后坐缓冲机构的槍管，具有後握把、厚厚的槍托底板（英語：Buttplate）和內置式支撐桿以分散後座力的槍托以及可裝上的光学狙擊鏡和可調式兩腳架。
目前各国装备的榴彈發射器主要分为两种，分別是手持式（当中分为以QLB-06、M79为例的独立式和以QLG-10／QLG-10A、M203为例的枪挂式）和自动式（例如QLZ-04、Mk 19）。两种不但分別有著初速低、射程短和沉重得需要安装在三腳架或车辆上的分別缺点，还有著因射击弹度弯曲而不易精确打击的共通缺点。
因为弹度问题，一般榴彈發射器只能击中建筑物或是碉堡表面，而无法对內部的敵方造成威脅。但使用狙击榴弹发射器，就可以直接射进建筑物的门窗或碉堡的射击孔以內，并且杀伤內裡的敵方人员。而且狙击榴弹发射器对于反器材步槍的主要目标，有著更强大、足以让其瘫痪或失去修复价值的破坏力。

### 弹鼓与弹药
QLU-11以可拆卸式彈鼓为供弹具，发射专门研制的35毫米高精度榴彈。虽然也可发射其他的35毫米榴彈，但会令精度下降。
QLU-11主要发射高爆榴弹及破甲榴弹，用以打击轻型装甲车辆、港口的小型船舶及舰船、機坪上的飞机或直升機、碉堡、油庫、班组武器、导弹發射台、通信及雷达設施等高价值的軍用物資目标；尤其是发射破甲榴弹时，更可以贯穿厚度为80毫米的钢板。
除高爆榴弹及破甲榴弹以外，还可以发射杀伤榴弹、燃烧榴弹、发烟榴弹、照明榴弹、训綀榴弹，以及可编程榴弹。其中可编程榴弹与西方25毫米电子引信榴弹一样，可通过设定枪上火控系统设定適合的引爆时间，并在榴弹飞出膛口时给予其电子引信装定了一个时间信号，让榴弹于目标空中引爆，比传统榴弹有著更大的范围杀伤力。

### 瞄準具
QLU-11的专用瞄準具是Y/MJL11-005型光电瞄准镜，为一体化计算机自动瞄准仪，专门为远程狙击任务而设计。该瞄准镜将传统的白光瞄准镜和现代火控技术有机结合在一起，除了具备白光瞄准镜的功能以外，还具有激光测距、弹种选择、温度传感、俯仰角传感、偏流自动修正和人工横风、海拔修正、自动解算、自动装定射击诸元和故障自检功能。
该瞄准镜采用一体化结构形式，由光学系统、激光器、彈道计算、连接机构和电池等组成；通过选用铝合金和钛合金等轻质材料，高集成度的电路板以及微型OLED显示器件等以实现整机轻量化、小型化。光学系统采用透镜倒像形式，结合瞄准、接收、投影三光路复用，OLED显示，实现光标装表；增加降级使用分划以扩展光电瞄准镜的使用功能。激光器采用激光源和发射天线组合以实现模块化。弹道计算通过采集距离、温度、角度数据，加上人工输入弹种、横风量、海拔量，藉由计算机进行射击诸元解算，自动实现高精度、多弹种装表。采用的钛合金材料制造的缓冲型无调整连接机构完成枪镜连接，其缓冲性降低了冲击力以保证瞄准镜的高可靠性与高抗冲击性。
由于该榴弹发射器的拋壳口及拉机柄设在機匣右上方，而提把亦设在機匣正上方，故机匣顶部无法加装安装瞄准鏡的导轨，所以只能像苏式武器（如AK）的華沙條約導軌那样，在机匣左侧设计了其战術导轨，并借助“⌈”形瞄準镜连接座将瞄準具安装在机匣左上方。
QLU-11亦设置了后备机械瞄具，与榴弹发射器一样是由立式標尺及片狀準星所组成，以供近距离或光学瞄准具损毀、无法使用的紧急情况下使用。后备机械瞄具同样设计在机匣顶部偏左侧，只可进行概略瞄准，表尺可折叠以便于携行。

## 使用國
- 中华人民共和国
  - 中国人民武装警察部队
  - 中國人民解放軍

## 外部連結
- （英文）—Modern Firearms—NORINCO LG-5 LG-5s / QLU-11 sniper grenade launcher（页面存档备份，存于）
- （简体中文）—国产35毫米狙击榴弹发射器已通过定型审查将量产列装我军部队（页面存档备份，存于）
- （简体中文）—官泄:原来它叫QLU11式35毫米狙击榴弹发射器
- （简体中文）—谁是狙击炮之王? 世界四大狙击炮中国威力第一（页面存档备份，存于）